# Isabel Le Roux
Pour les articles homonymes, voir Le Roux.
Isabel Le Roux, née le 23 janvier 1987, est une athlète sud-africaine. 

## Biographie
Elle est devenue championne d'Afrique du 200 m dames en 2008, en réalisant 22 s 69 à Addis-Abeba le 4 mai, soit sa meilleure performance personnelle. Elle est retenue pour les Jeux olympiques de 2008 à Beijing.

## Palmarès

### Jeux olympiques d'été
- Jeux olympiques de 2008 à Beijing ( Chine)
  - éliminée en série sur 200 m

### Championnats du monde
- Championnats du monde d'athlétisme 2009 à Berlin ( Allemagne)
  - éliminée en série sur 100 m

### Championnats d'Afrique d'athlétisme
- Championnats d'Afrique d'athlétisme 2008 à Addis-Abeba ( Éthiopie).
  -  Médaille d'or du 200 mètres